# Princes Street Gardens
Princes Street Gardens – park w centrum Edynburga, stolicy Szkocji, położony w cieniu edynburskiego zamku.

## Historia
Ogrody (ang. gardens) powstały w 1820 roku na miejscu osuszonego jeziora North Loch. Był to właściwie zbiornik ścieków spływających z pobliskiego Starego Miasta.
W latach 40. XIX wieku została zbudowana kolej oraz powstał dworzec Waverley, otwarty w 1854 roku. Ogrody znajdują się przy południowej pierzei ulicy Princes Street oraz ciągną się aż do Mostu Waverley.
Powierzchnia Parku wynosi 34 000 m².

## Pomniki
W parku znajduje się wiele posągów i pomników. Większość z nich jest zbudowana w stylu gotyckim. W 1846 roku został zbudowany Scott Monument, na cześć sir Waltera Scotta. W  ogrodach znajdują się również pomniki Davida Livingstona, Johna Wilsona i wielu innych osobistości. Od 2015 roku w parku stoi również pomnik niedźwiedzia Wojtka, który towarzyszył żołnierzom 22 Kompanii Zaopatrywania Artylerii m.in. w bitwie o Monte Cassino. 

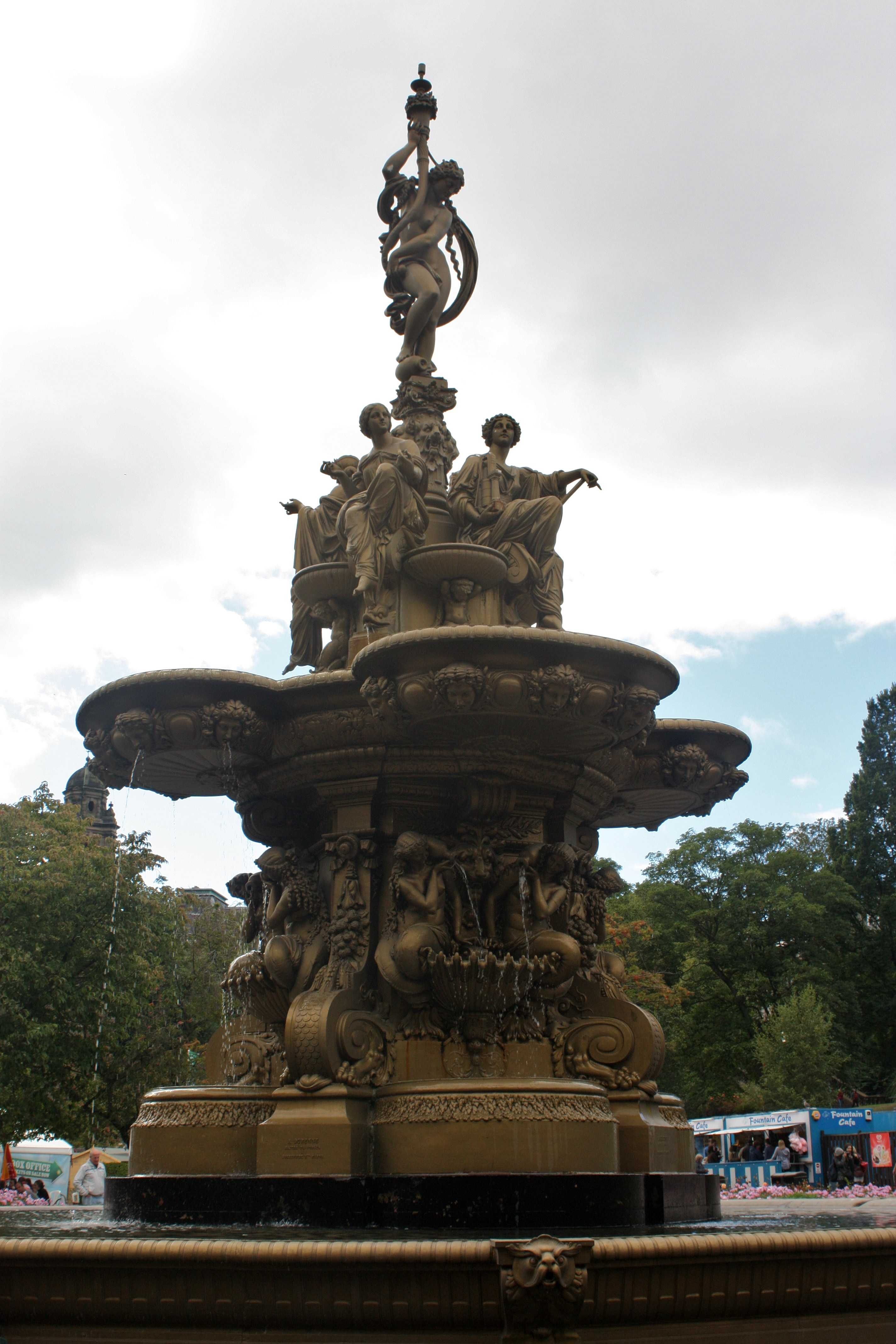
Ross Fountain
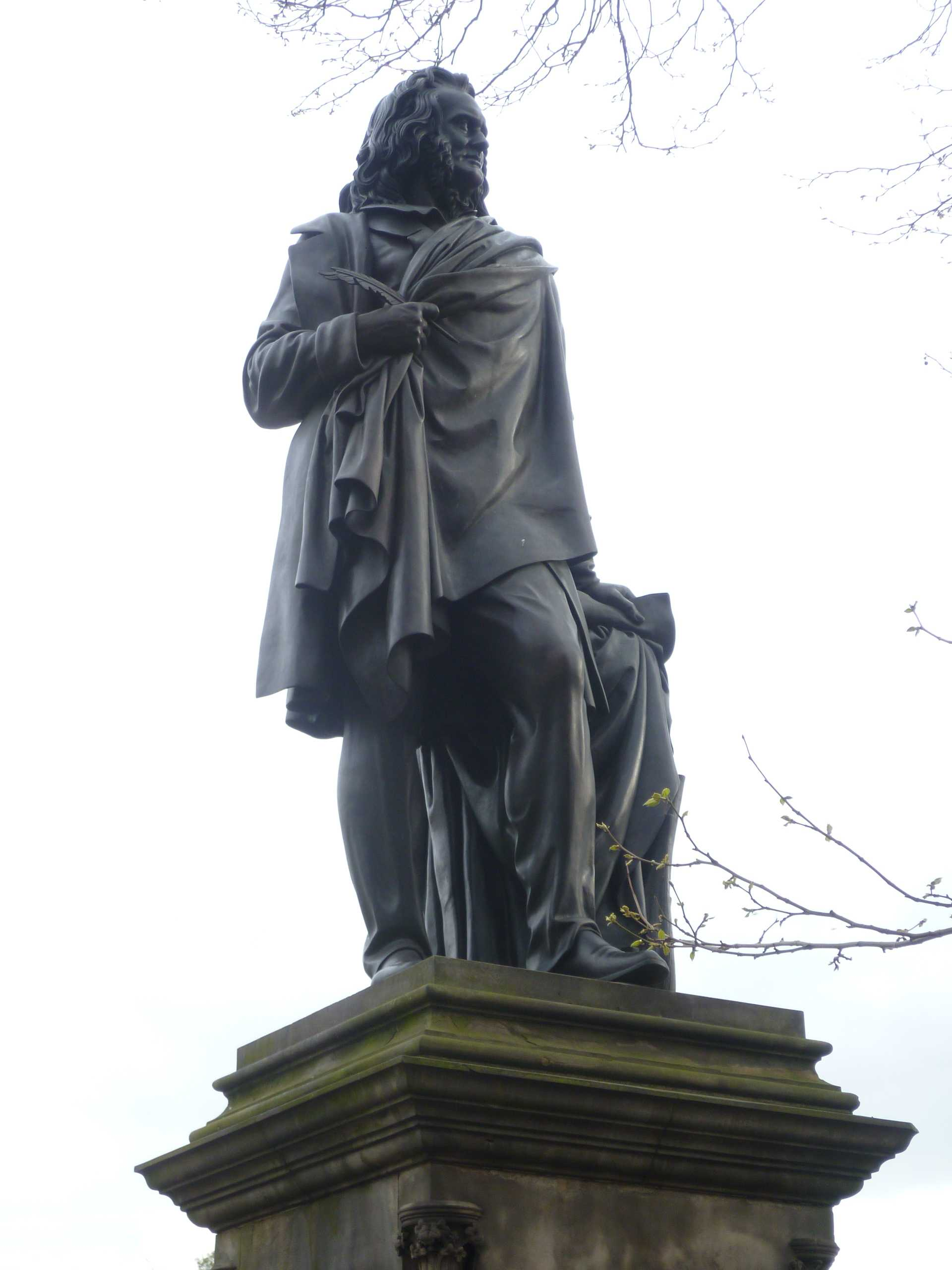
John Wilson (pseud. Christopher North)
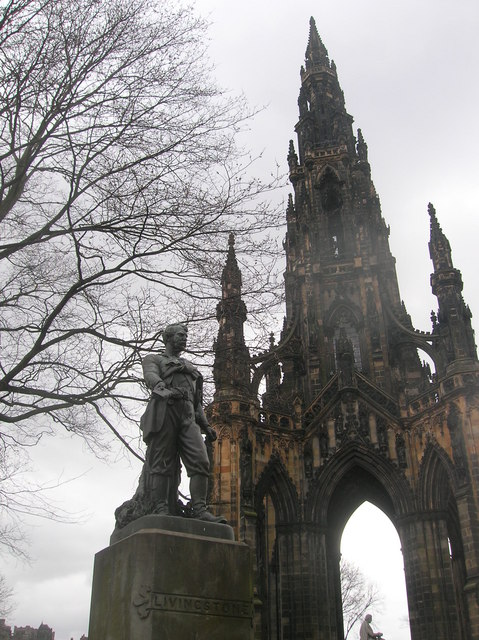
Pomnik Livingstona i „Scott Monument”
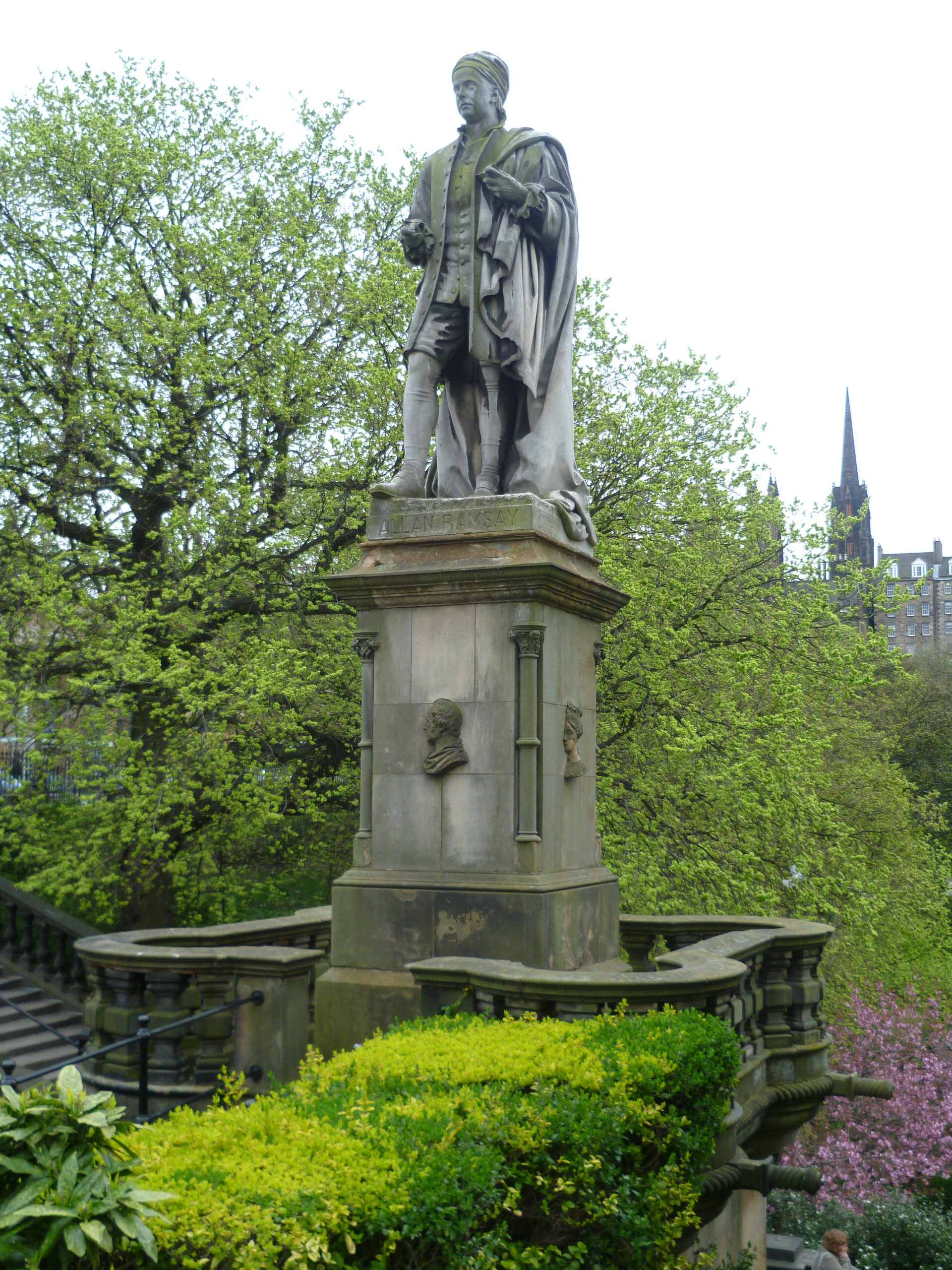
Statua Allana Ramsaya
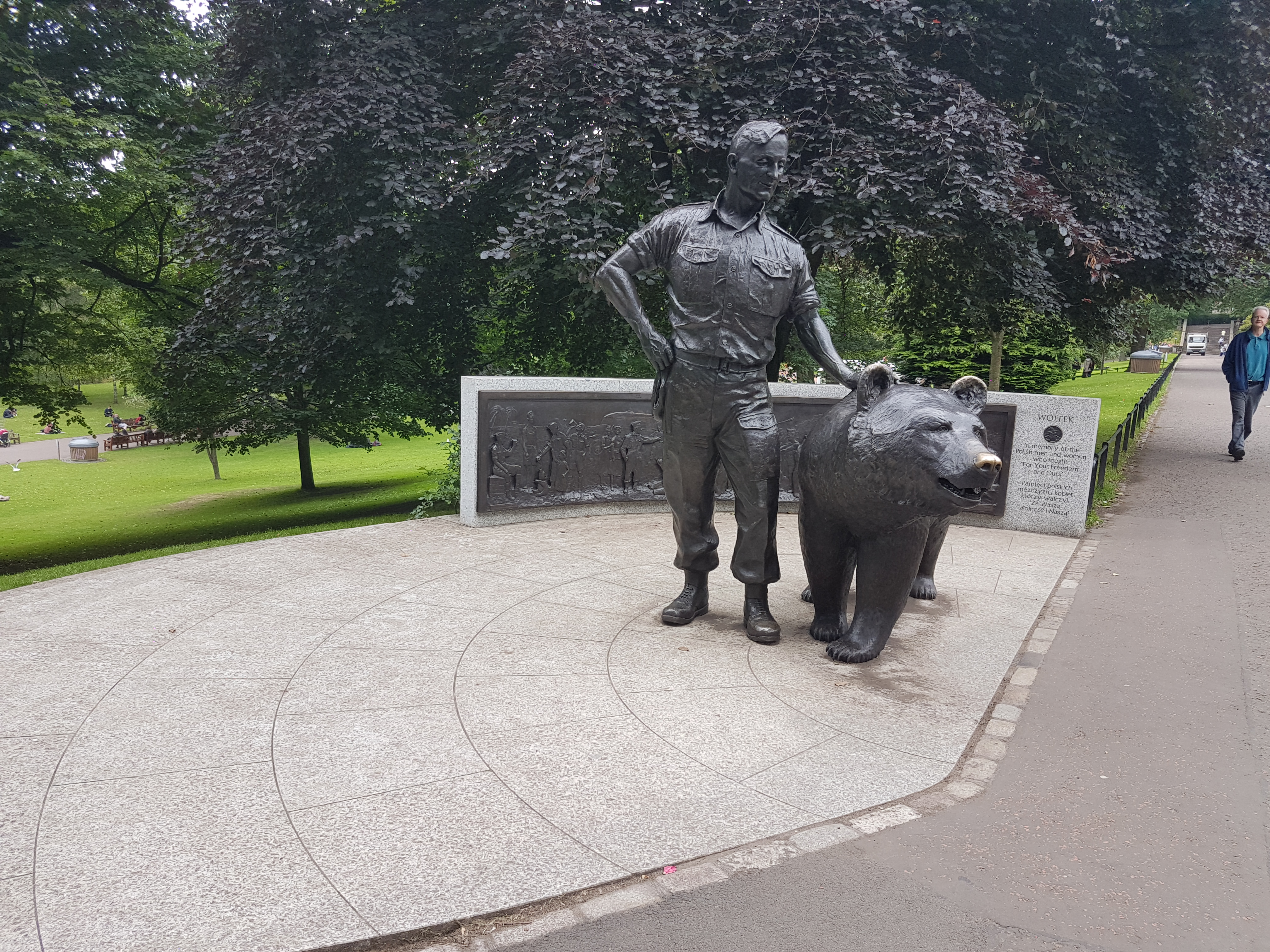
Pomnik  niedźwiedzia Wojtka